# 弗朗索瓦 (德塞夫勒省)
弗朗索瓦（法語：François，法語發音：[fʁɑ̃swa]）是法国德塞夫勒省的一个市镇，属于尼奥尔区。

## 地理
弗朗索瓦（46°23'0"N, 0°20'25"W）面积9.39 平方千米，位于法国新阿基坦大区德塞夫勒省，该省份为法国西部内陆省份，北起曼恩-卢瓦尔省，西接旺代省，南至夏朗德省和滨海夏朗德省，东临维埃纳省。
与弗朗索瓦接壤的市镇（或旧市镇、城区）包括：拉克雷什、绍赖、谢尔沃、圣热莱。

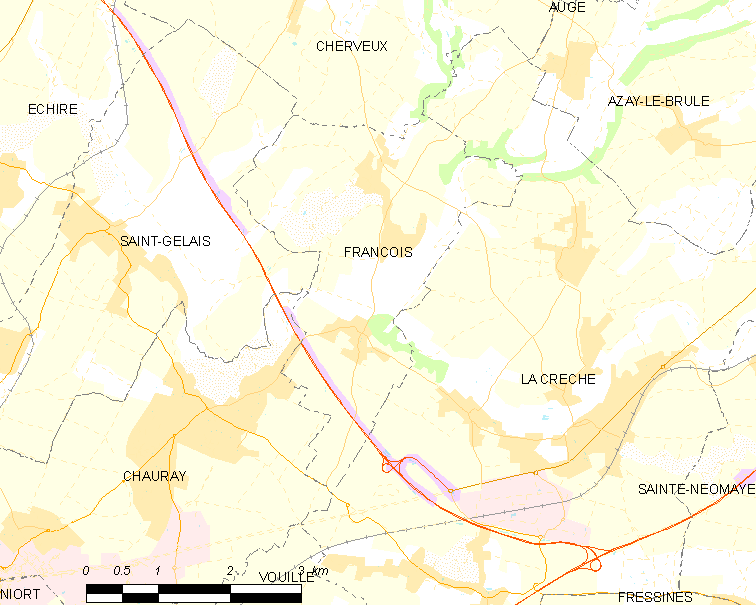
的OSM定位图

弗朗索瓦的时区为UTC+01:00、UTC+02:00（夏令时）。

## 行政
弗朗索瓦的邮政编码为79260，INSEE市镇编码为79128。

## 政治
弗朗索瓦所属的省级选区为圣迈克桑莱科勒县。

## 人口

1962-2008年间人口变化图示

弗朗索瓦于2022年1月1日时的人口数量为976人。